# Cenomani
Cenomani (grčki: Κενομάνοι) je naziv za keltsko, odnosno galsko pleme koje je živjelo na području Cisalpinske Galije, odnosno današnje Sjeverne Italije, između rijeka Ada i Adige. Kao i u nekim drugim slučajevima (Senonci, Lingonci), istovjetnost njihovog imena s galskim plemenima koje je Gaj Julije Cezar sreo u transalpskoj Galiji u 1. st. pr. Kr. je dovela do niza špekulacija o eventualnom srodstvu. Antički izvori sugeriraju da su Cenomani bili među galskim plemenima koja su oko 400. pr. Kr. prešla Alpe i doselila se na sjever Italije, protjerujući domoroce i Etruščane. Za razliku od većine tih plemena, Cenomani su postali prijatelji i saveznici Rimljana. Godine 225. pr. Kr. su za vrijeme velikog galskog pohoda na Italiju zajedno sa svojim susjedima Venetima skupili vojsku od 20.000 ljudi, napali Insubre te tako pomogli Rimljanima da izvojuju važnu pobjedu u bitci kod Telamona. Cenomani su ostali vjerni Rimljanima čak i za vrijeme Drugog punskog rata kada se jedan njihov kontingent borio protiv Hanibala u bitci kod Trebije. Godine 200. pr. Kr. su se, ipak, priključili velikom galskom ustanku protiv Rimljana, ali su se 197. pr. Kr. predali Gaju Korneliju Cetegu. Otada traje njihova postepena romanizacija, tako da 49. pr. Kr. dobivaju rimsko državljanstvo.